# Alsatites
Alsatites ist eine Gattung stark evoluter Ammoniten aus dem Hettangium.

## Erstbeschreibung und Benennung
Das Typusfossil der Gattung Alsatites war ursprünglich von Alcide Dessalines d’Orbigny im Jahr 1844 noch als Ammonites liasicus ausgewiesen worden. Erst Émile Haug führte im Jahr 1894 die heute übliche Bezeichnung ein, mit der er zweifellos seine Heimat – das Elsass, lateinisch alsatius (elsässisch) plus Nachsilbe -ites (gehörig zu) – ehren wollte.

## Lebensweise
Die Individuen der Gattung Alsatites waren schnellschwimmende marine Karnivoren. Sie bevölkerten das randmarine, flache Subtidal, waren aber auch in siliziklastischen Becken im offen-marinen Bereich sowie bis hinunter zur Schelframpe im tiefen Subtidal anzutreffen.

## Systematik
Die Gattung Alsatites gehört zur Familie der Arietitidae (Unterfamilie Alsatitinae) innerhalb der Überfamilie der Psiloceratoidea. Sie enthält folgende Taxa:
- Alsatites bipartitus von Hillebrandt, 2000
- Alsatites cycloides Wähner
- Alsatites doetzkirchneri Gümbel
- Alsatitus laqueus Quenstedt, 1856
- Alsatites liasicus D’Orbigny, 1843
- Alsatites nigromontanus Gümbel
- Alsatites onoderai Matsumoto
- Alsatites orthoptychus Wähner, 1884
- Alsatites pamlicoensis Taylor, 1998[3]
- Alsatites platysternus (= Alsatites sironotus Quenstedt)
- Alsatites platystoma Lange
- Alsatites proaries Neumayr, 1879
- Alsatites quedlinburgensis
- Alsatites schalchi
- Alsatites sironotus Quenstedt
- Alsatites subliasicus Reynès, 1879[4]

Schwestergattungen sind Canavarites, Gonioptychoceras, Pseudaetomoceras und Tipperoceras.
Als Synonyme sind für Alsatites in Verwendung:
- Proarietites Lange, 1924
  - Arietites proarietites Neumayr, 1879
- Gonioptychoceras Lange, 1941
  - Aegoceras gonioptychum Wähner, 1886
- Yebisites Matsumoto, 1956
  - Yebisites onoderai Matsumoto, 1956

### Phylogenese
Die Überfamilie der Arietitidae, zu denen die Gattung Alsatites gehört, hat sich laut Guex zu Beginn des mittleren Hettangiums vor 200,2 Millionen Jahren von den Psiloceratoidea abgetrennt. Letztere waren bereits zu Beginn des Hettangiums vor 201,3 Millionen Jahren aus den Phylloceratoidea hervorgegangen, den Durchläufern des Massensterbens an der Trias-Jura-Grenze.
Die Abspaltung der Lytoceratoidea von den Psiloceratoidea war bereits etwas früher, nämlich im unteren Hettangium erfolgt.
Genauer betrachtet war die Gattung Alsatites zu Beginn des mittleren Hettangiums vor 200,2 Millionen Jahren aus der Gattung Caloceras hervorgegangen. Die Gattung Caloceras hatte sich ihrerseits bereits in der Mitte des unteren Hettangiums vor zirka 201,0 Millionen Jahren von der Gattung Psiloceras getrennt. Folgende Gattungen haben sich sodann aus der Gattung Alsatites weiter entwickelt:
- Mullerites – ab mittlerem Mittelhettangium vor 200,1 Millionen Jahren
- Sunrisites – ab spätem Mittelhettangium vor 199,9 Millionen Jahren
- Paracaloceras – ab Ende des Mittelhettangiums vor 199,7 Millionen Jahren
- Pseudaetomoceras – ab Ende des Mittelhettangiums vor 199,7 Millionen Jahren

## Ammonitenzone
Nach dem Taxon Alsatites liasicus ist die dritte (vormals zweite) Ammonitenzone des Hettangiums benannt – die Liasicus-Zone. Sie folgt auf die nach Psiloceras planorbis benannte Planorbis-Zone und wird ihrerseits von der nach Schlotheimia angulata benannten Angulata-Zone überlagert.
Die Liasicus-Zone besteht aus der Portlocki-Subzone (nach Waehneroceras portlocki) im Liegenden und der Laqueus-Subzone (nach Alsatites laqueus) im Hangenden. Die Laqueus-Subzone wird ihrerseits nochmals in drei Horizonte unterteilt, mit Alsatites laqueus im Liegenden, sodann Alsatites liasicus und schließlich Sunrisites hadroptychus im Hangenden. Die Liasicus-Zone wird im Bereich der Alpen von der Megastoma-Zone ersetzt.

## Vorkommen
Vorkommen der Gattung Alsatites finden sich in Deutschland im Schwarzwald-Baar-Kreis in Baden-Württemberg sowie bei Bielefeld in Nordrhein-Westfalen. In Österreich erscheint die Gattung Alsatites in der Schnöll-Formation bei Adnet im Land Salzburg. Fundstätten von Alsatites in Frankreich liegen bei Aubenas und Vinezac am Ostrand des Massif Central (Département Ardèche) und im Oisans im Département Isère. Im Süden Belgiens (Provinz Luxemburg) tritt die Gattung Alsatites bei Fontenoille in der Marnes-de-Jamoigne-Formation auf. Die Blue-Lias-Formation des Vereinigten Königreichs enthält ebenfalls Alsatites, die Gattung tritt ferner im englischen Dorset und in Glamorgan in Wales auf. Auch im westlichen Tethys-Bereich kann die Gattung Alsatites angetroffen werden, und zwar in der Germig-Formation im Süden Tibets. In Japan findet sich Alsatites in der Niranohama-Formation im Nordwesten Honshus.